# John W. Martin
John Wellborn Martin (Contea di Marion, 21 giugno 1884 – Contea di St. Johns, 22 febbraio 1958) è stato un politico statunitense. Fu il 24º governatore della Florida dal 1925 al 1929. Fu anche sindaco di Jacksonville, in Florida, dal 1917 al 1923.